# تور زوار
تور زوار (به انگلیسی: Tor Zawar) یک کوه در پاکستان است که در پاکستان واقع شده‌است. تور زوار ۲٬۲۳۷ متر بالاتر از سطح دریا واقع شده‌است.